# Prepodobni
Prepodobni je epitet koji označava onoga koji je svet. Ovim epitetom se u Pravoslavnoj crkvi označavaju sveti monasi i askete.
Ovom svecima naziv "Prepodoban" dat je radi njihovog podobija Bogu i stečenim vrlinama u monaštvu ili asketizmu.
Ukoliko prepodobni nastrada mučeničkom smrću, ili je mučenički ubijen, naziva se prepodobnomučenik.
Neki od prepodobnih svetaca kod nas i u Vaseljeni su: Sveti Antonije Veliki, Prepodobni Rafailo Banatski, Sveta Petka, Prepodobni Simon Monah itd...
Liturgijska boja tj. boja pokrova za Svete Darove i odežde u SPC je zelena.

## Spoljašnje veze
- Praznici prepodobnih[мртва веза]